# دسامبر
دِسامبر (به انگلیسی: December) دوازدهمین و آخرین ماه سال میلادی در گاهشماری گریگوری و همچنین یکی از هفت ماه گاهشماری گریگوری با ۳۱ روز است.
ماه دسامبر در نیم‌کرهٔ شمالی از نظر فصلی برابر با ماه ژوئن در نیم‌کرهٔ جنوبی است و بر عکس. در نیم‌کرهٔ شمالی آغاز فصل زمستان ۱ دسامبر است در حالی که در نیم‌کرهٔ جنوبی آغاز فصل تابستان ۱ دسامبر است.
ماه دسامبر در بین ماه‌های نوامبر و ژانویه قرار دارد.

## نام گذاری
در لاتین decem یعنی ۱۰. همچنین دسامبر دهمین ماه در گاه‌شمار رومی بود زیرا دسامبر همزمان با دهمین ماه از تقویم خورشیدی(دی ماه) است و رومی‌ها تقویم خود را براساس تقویم خورشیدی ساخته بودند تا اینکه یک دوره زمستان بی ماه خود به دو ماه فوریه و ژانویه تقسیم شد.

## توصیف
گل‌های ماه دسامبر، نرگس و خاس است و سنگ‌های آن فیروزه، لاجورد، زیرکن، زبرجد هندی (آبی) و تانزانیت است.

## رویدادها و مناسبت‌ها
- روز اتحاد رومانی (۱ دسامبر)
- روز جهانی ایدز (۱ دسامبر)

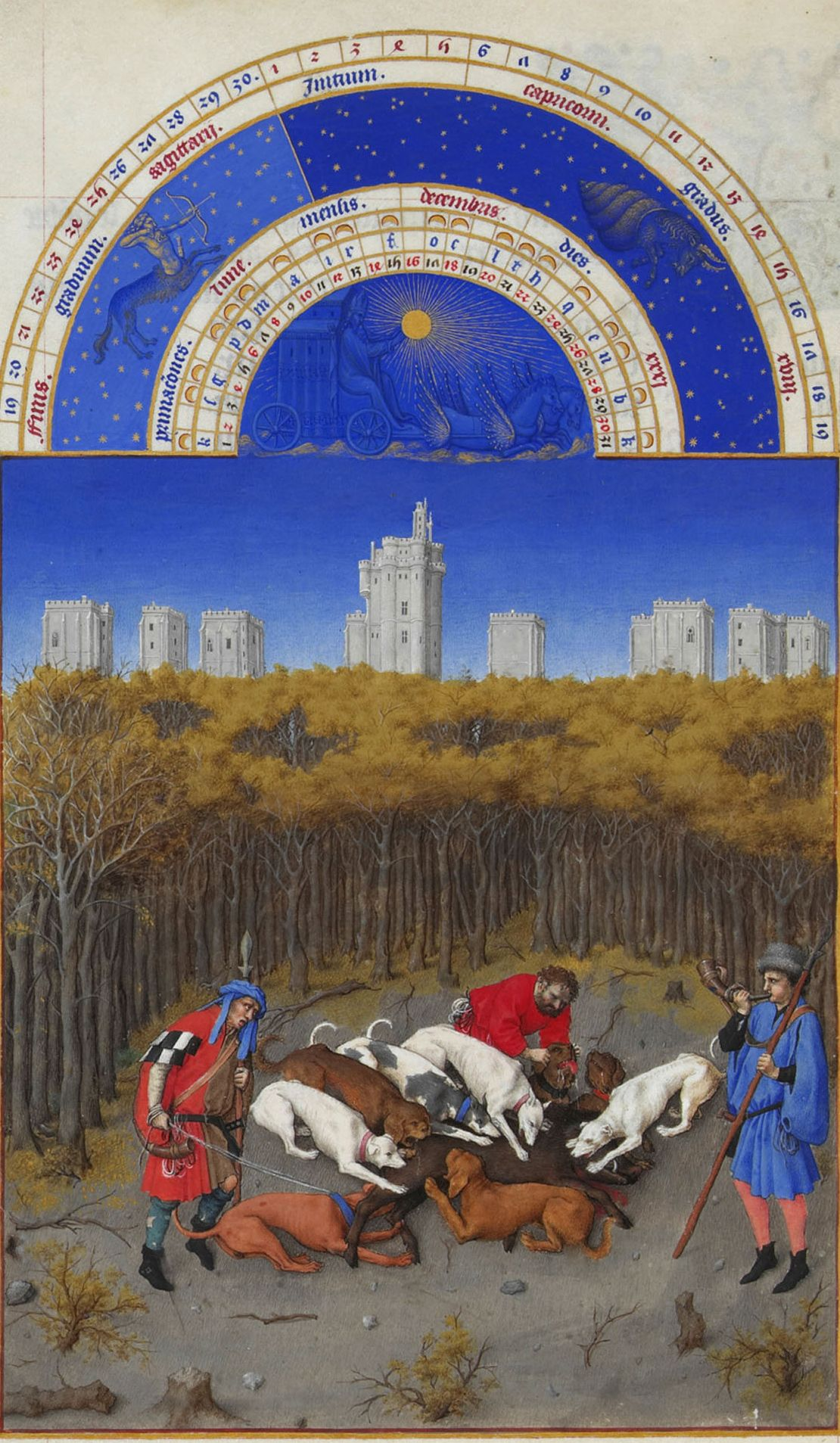
دسامبر، از ساعات خوش دوک دوبری

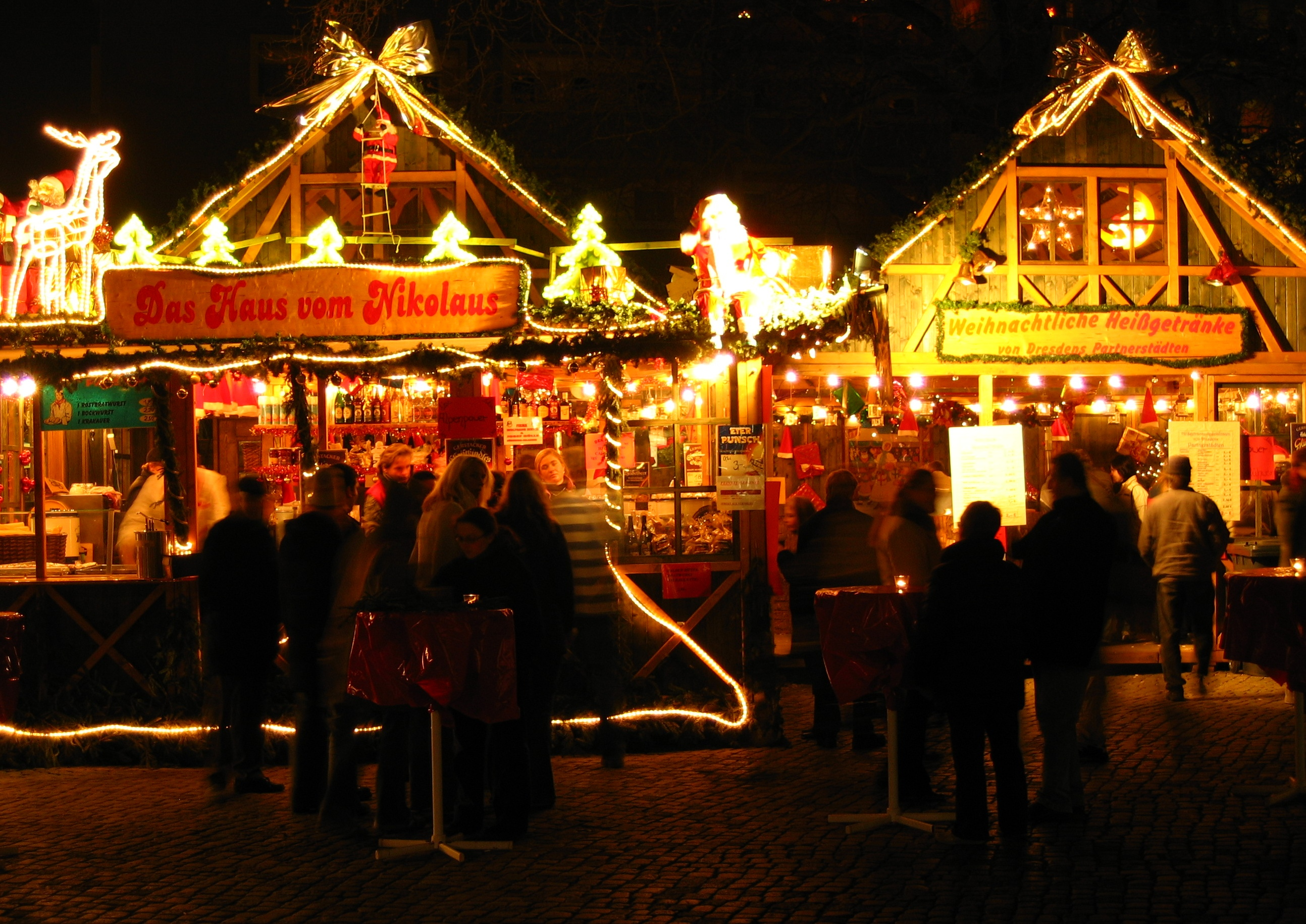
یک فروشگاه کریسمس در درسدن

- روز ملی در امارات متحده عربی (۲ دسامبر)
- سینترکلاس (Sinterklaas) یا نیکلاس مقدس در هلند. (۵ دسامبر)
- روز پدر (زادروز پادشاه) در تایلند. (۵ دسامبر)
- روز استقلال فنلاند (۶ دسامبر)
- روز قانون اساسی در اسپانیا (۶ دسامبر)
- روز نیکلاس مقدس در یونان (۶ دسامبر)
- روز پرل هاربر در ایالات متحدهٔ آمریکا (۷ دسامبر)
- ماراتون فوکواُکا در نخستین یکشنبهٔ دسامبر برگزار می‌شود.
- Día de la Madre en Panamá (روز مادر در پاناما) (۸ دسامبر)
- روز بارداری ماری معصوم (۸ دسامبر)
- روز قانون اساسی در رومانی (۸ دسامبر)
- تقدیم جایزهٔ نوبل در سال روز درگذشت آلفرد نوبل (۱۰ دسامبر)
- روز جهانی حقوق بشر (۱۰ دسامبر)
- Día de la Virgen de Guadalupe یا روز باکرهٔ گوادالوپ در مکزیک (۱۲ دسامبر)
- روز استقلال کنیا (روز جمهوری) (۱۲ دسامبر)
- لوسی مقدس (۱۳ دسامبر)
- ماراتون هونولولو در دومین یکشنبهٔ دسامبر برگزار می‌شود.
- روز میمون بازی (به انگلیسی: Monkey Day) یا مسخره بازی (۱۴ دسامبر)
- روز منشور حقوق ایالات متحده آمریکا (۱۵ دسامبر)
- روز زامنهوف (به زبان اسپرانتو Zamenhofa Tago) در (۱۵ دسامبر)
- روز پیروزی بنگلادش (۱۶ دسامبر)
- روز آشتی در آفریقای جنوبی (۱۶ دسامبر)
- حنوکا در ۲۰ دسامبر ۲۰۱۱.
- نخستین روز زمستان (۲۱ دسامبر)
- انقلاب تابستانی (انقلاب زمستانی در نیم‌کره شمالی و انقلاب تابستانی در نیم‌کره جنوبی که در روزهایی میان ۲۰ تا ۲۲ دسامبر در UTC رخ می‌دهد)
- زادروز امپراتور، روز ملی تعطیل در ژاپن. (۲۳ دسامبر)
- فستیووس (Festivus) در ۲۳ دسامبر
- HumanLight روز انسان‌گرایی، تعطیل. (۲۳ دسامبر)
- شب کریسمس (۲۴ دسامبر)
- کریسمس (۲۵ دسامبر)
- روز باکسینگ (۲۶ دسامبر)
- Kwanzaa در ۲۶ دسامبر تا ۱ ژانویه
- اجرای حکم قصاص خدیجه(شهلا)جاهد ؛ پرستار ، مربی مهد کودک، دانشجوی روان‌شناسی ، همسر دوم موقت ناصر محمدخانی در پی محکومیت به جنایت قتل فاطمه(لاله)سحرخیزان؛خیّر و همسر اول ناصر محمدخانی[۲][۳]
- روز استقلال اسلوونی، روز استقلال و یکپارچگی (۲۶ دسامبر)
- روز اعلامیه در استرالیای جنوبی (۲۸ دسامبر)
- فیلیپین، روز ریزال (José Rizal) در (۳۰ دسامبر)
- شب سال نو مسیحیان (۳۱ دسامبر)

## نماد

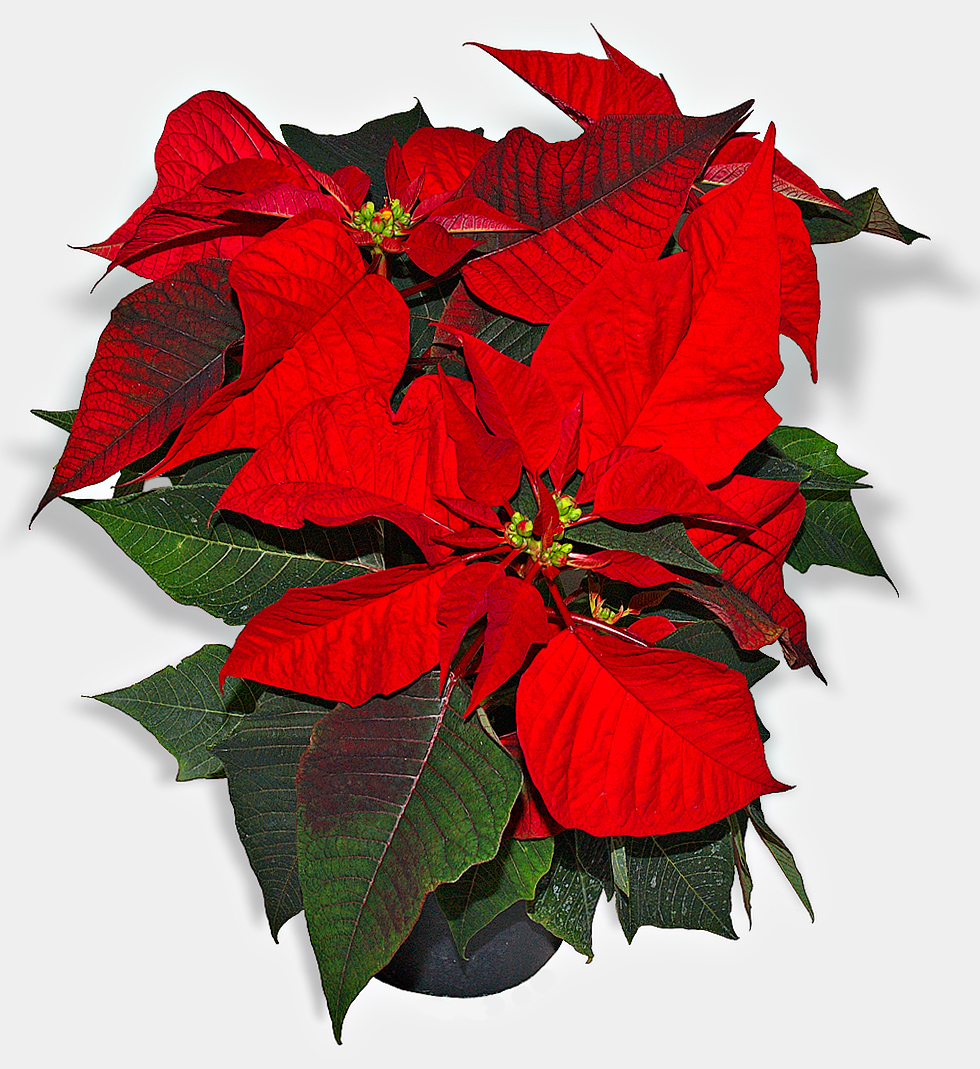
گل پوینستیا

- سنگ زاده شدگان این ماه زیرکن (آبی) و فیروزه است.
- گل‌های زاده شدگان این ماه خاس و پوینستیا است.
- دسامبر در صورت‌های فلکی قوس یا کمان و برج جدی قرار دارد.